# Philippe Remacle
Pour les articles homonymes, voir Remacle.
Philippe Remacle (né à Warnant, Belgique, le 19 septembre 1944 ; mort à Hannut, Belgique, le 11 mars 2011) est un latiniste et helléniste belge francophone, professeur de langues anciennes.
Il a créé et développé un site web consacré aux auteurs antiques reconnu comme une référence et un outil de travail pour les étudiants et chercheurs francophones dans le domaine des langues anciennes.

## Biographie
Philippe Remacle fait ses études au collège des Jésuites de Tournai, dans la section gréco-latine, puis aux facultés universitaires Notre-Dame à Namur où il effectue ses candidatures en philologie classique, enfin à l'université catholique de Louvain où il passe ses licences puis l'agrégation en 1967.
Il commence sa carrière de professeur de langues anciennes à l’Athénée de Rösrath en Allemagne. Après son service militaire, il poursuit son enseignement à Ouffet puis à Hannut. En 1979, il est détaché auprès des jeunes de la Confédération des syndicats chrétiens belge (CSC). Il profite de ce détachement pour suivre les cours de la faculté ouverte de politique économique et sociale (FOPES) de l'université catholique de Louvain et pour s'initier à l'informatique. C'est enrichi de ce nouveau savoir qu'avec des collègues professeurs, il entreprend de rechercher et expliquer les textes antiques dans une optique pédagogique renouvelée. Ce travail prend de l'ampleur avec la création d'un site web sur lequel il entend rassembler, traduire, illustrer les auteurs anciens. 

## Vie privée
Philippe Remacle a épousé Marie Poncelet ; ils ont eu deux enfants : Jean-François en 1969 et Anne-Sophie en 1973 qui maintiennent le site web créé par leur père.

## Le site web de Philippe Remacle

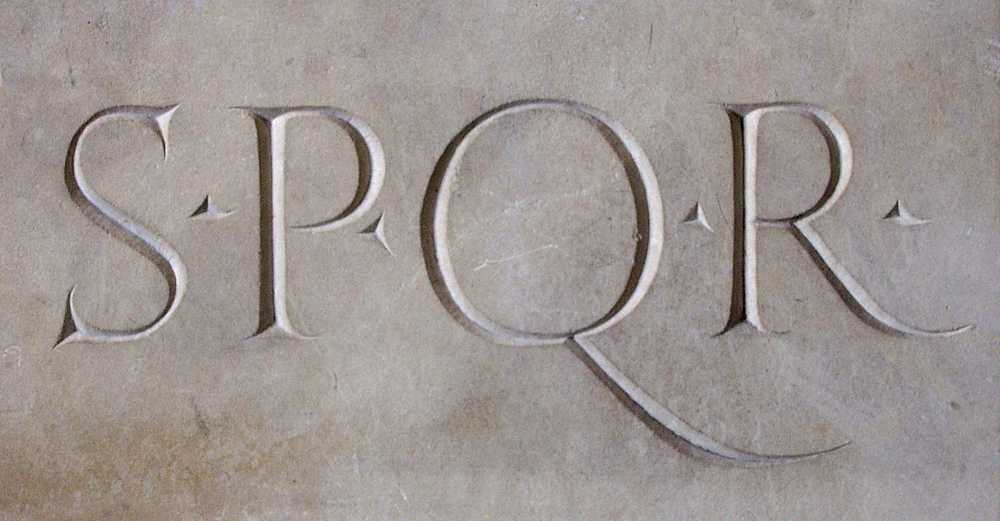
S.P.Q.R., dessin par Philippe Remacle

Le site web de Philippe Remacle est d'abord une base de données de texte latins et grecs. Mais on y trouve aussi des auteurs antiques écrivant en arménien, chaldéen, syriaque, des textes anciens d'auteurs italiens, ibériques, arabes, persans, balkaniques, etc.
Le site met également à disposition des ouvrages généraux concernant les institutions anciennes, les commentaires sur les auteurs et divers dictionnaires. Il est d'une grande richesse pour les textes de l'antiquité tardive et du Haut Moyen Âge.
Philippe Remacle a construit au fil des années un vaste outil à la disposition des étudiants et chercheurs sur l'Antiquité et le Haut Moyen Âge. Ses collègues et collaborateurs, avec le soutien de sa famille, poursuivent aujourd'hui son œuvre.